# Lappriska
Lappriska (Lactarius lapponicus) är en svampart som tillhör divisionen basidiesvampar, och som beskrevs av Harmaja. Lappriska ingår i släktet riskor, och familjen kremlor och riskor. Arten är reproducerande i Sverige.